# Csepel Autógyár Fürst Sándor Szocialista Brigádja
A Csepel Autógyár Fürst Sándor Szocialista Brigádja (röviden Fürst Sándor szocialista brigád) tíz autógyári munkásból álló munkaközösség. A Szakma Kiváló Brigádja címet elnyert munkások az Ikarus autóbuszgyárnak bedolgozó Csepel Autógyárban szereltek össze önjáró autóbusz-fenékvázakat. 1985-ben „a tíztagú brigád legjobb és legrégibb tagjai” – három szerelő, egy lakatos és egy technikus – megkapták a Magyar Népköztársaság Állami Díját, az indoklás szerint „az autóbuszvázak szerelése terén több mint tízéves kiemelkedő, minőségi munkájukért, az anyagmegtakarításban elért eredményeikért”.

## A brigád tagjai
A Fürst Sándorról elnevezett brigád tagja volt:
- Deminger Ferenc (1943) szerelő (Munka Érdemrend ezüst fokozat, 1984)
- Horváth József (1944) szerelőlakatos (Kiváló Munkáért, 1982; Munka Érdemrend arany fokozat, 1984)
- Kreisz György (1945) gépkocsiszerelő, csoportvezető (Kiváló Dolgozó, 1982)
- Viola János (1948) szerelő (Kiváló Dolgozó, 1976)
- Záhonyi László (1949) technikus, üzemi diszpécser, brigádvezető
- valamint további öt munkás

## A brigád története
A Csepel Autógyár tíz munkása 1975 és 1985 között 61 300 önjáró autóbusz-fenékvázat szerelt össze az Ikarusnak. Újításaikkal a szerelési normaidőt a tíz év alatt 72 óráról 36 órára csökkentették, ezzel 8,7 millió forintos megtakarítást értek el.
A Népszava 1985. április 5-i cikke szerint „tíz év alatt 2400 óra társadalmi munkával és 75 ezer forint anyagi juttatással támogatták a mozgássérülteket, a szociális otthonban élő idős embereket és a környező óvodákat, iskolákat. Ezen kívül 5800 órát töltöttek el kommunista műszakban, a munkahelyi környezet alakításával és a brigádtagok különböző otthoni munkáinak segítésével.” Deminger Ferenc szerint „ők azzal érdemelték ki a magas elismerést, amit 8 órán túl végeztek.”